# 沙托维约莱福塞
沙托维约莱福塞（法語：Châteauvieux-les-Fossés，法語發音：[ʃatovjø le fose]）是法国杜省的一个市镇，属于贝桑松区。

## 地理
沙托维约莱福塞（47°3'51"N, 6°12'7"E）面积4.46 平方千米，位于法国勃艮第-弗朗什-孔泰大區杜省，该省份为法国东部内陆省份，北起上索恩省，西接汝拉省，东部及东南部与瑞士接壤，东北部与贝尔福地区省接壤。
与沙托维约莱福塞接壤的市镇（或旧市镇、城区）包括：维亚方、阿马泰-韦西尼厄、蒙热苏瓦、隆日维尔。

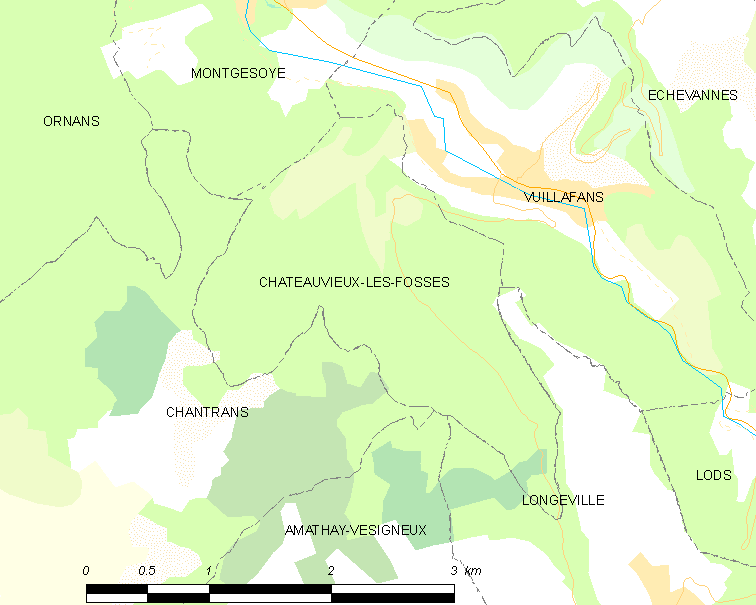
沙托维约莱福塞的OSM定位图

沙托维约莱福塞的时区为UTC+01:00、UTC+02:00（夏令时）。

## 行政
沙托维约莱福塞的邮政编码为25840，INSEE市镇编码为25130。

## 政治
沙托维约莱福塞所属的省级选区为奥尔南县。

## 人口

1962-2008年间沙托维约莱福塞人口变化图示

沙托维约莱福塞于2022年1月1日时的人口数量为9人。